# Башкирська військова рада
Башкирська воєнна шура (Башкирська воєнна рада, штаб Башкирських війск) - орган управління Башкирським військом Башкирського уряду у 1917-1919 роках

## Історія
У грудні 1917 року III Всебашкирський організаційний курултай затвердив резолюцію про організацію збройних сил з міліцією. Їх основною задачю є захист Держави Башкортостану. Для управління збройними силами було передбачено створення Центральної військової ради та Главного штабу башкирських військ.
Башкирська військова рада була створена за указом  Уряду Башкортостану від 12 червня 1918 року для управління Башкирським військом в місті Челябинськ.
За наказом (постановленням) Башкирської військової ради в складі штабу армії створюються наступні відділи: строєвий, інформаційний, артилерійський, інженерний, мобілізаційний, господарський, інтендантний, санітарний, військовий навчання та окремі для добровольців. Також були створені військово-медичні та військово-визнавальні комісії.

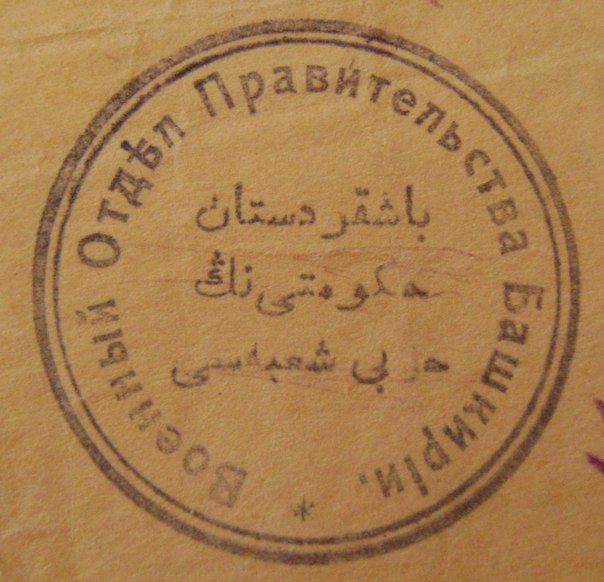
Печать військового відділу Башкирського Уряду

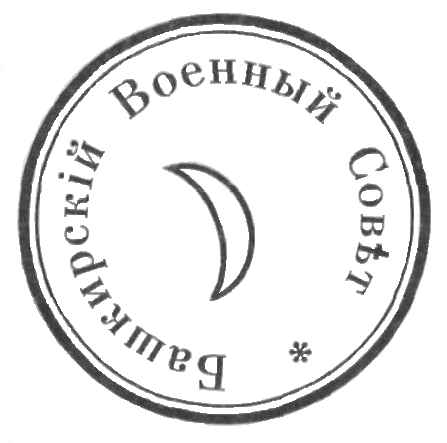
Печатка Башкирської військовоїради

З середини липня 1918 року рада виконувала функції штабу Башкирських війск. Для того, щоб не підкорятися тимчасовому сибірському уряду і отримати зброю, обмундирування, гроші, продовольство, Башкирський військовий собор досяг включення в Народну армію Башкирського окремого корпусу з членів Всероссийского оргкомитета. Комуч виділив Башкирському війську 10 кулеметів, 1 тис гвинтівок і 5 тис обмундиранняо комплекту.
З серпня 1918 року місцезнаходження Башкирської Військової Ради було м.Оренбург. 13 липня 1918 року за наказом Ради була створено Комісія по прийомі єдиної уніформи для башкирських військ. 28 серпня 1918 року Башкирська військова шура прийняла знаки розрізнення, а 10 вересня - єдину форму Башкирських військ.
11 жовтня 1918 року Уряд Башкортостану ухвалив рішення про створення адміністрації Башкирських військ. Управа в адміністрації займалася питаннями організації і побудови Башкирських військ. Офіцерський склад і фінансові ресурси армії були передані в його розпорядження. Адміністрація складалася з адміністративних, судових, мобілізаційних та господарських відділів. Був створений штаб окремого Башкирського корпусу. Башкирська Військова Рада залишилася як консультативний орган при уряді республіки. В кінці лютого 1919 року Адміністрація ухвалила рішення про припинення діяльності.

### Керівні органи та члени
Начальник і голова Адміністрації армії, голова Башкирської Військової Ради, повинен був бути членом Уряду РБ, завідуючи військовим відділом.
На посаді Голови Ради спочатку Г.  Габитов (січень 1918), його заступник Г. Таган, а секретарем Ради був У. Терегулов.
Пізніше на посаду президента був обраний Ахмет-Закі Валіді (січень 1918 - лютий 1919), його заступник по військовим діям - підпоручик Г. Габітов, члени Ради - Г.  Іркабаев, Т. Гісмати, прапорщики Г.  Мухаммедяров і Г. Таган, секретар - прапорщик  Х.Терегулов. У липні 1918 року заступником голови Башкирської військової ради був призначений Ільдархан Мутин, а в серпні він був призначений заступником.
У червні 1918 року в Башкирський Військову Раду вступили Анциферов, Біккулов, С. Бритц, М. М.Курбангалиев, М. М.Магасумов, а в липні - Бик-Маев, К.  Єникеев, Іголко, А.  Карамышев, М. Карамышев; М. Мавлітов; І. Мухліев; Попеню; Т. Расулев; І. Султанов; Суслов;Теругулов, Х. Х. Терегулов, Х. Туймакаев, І. Шарипов та інші. У штаб Башкирських військ входило 32 офіцера та фахівця, під їх командою було створено команду спеціального призначення.